# Saleh Al Sheikh
Saleh Al Sheikh Al Hendi (arabul: صالح الشيخ الهندي; Kuvaitváros, 1982. május 29. –) kuvaiti labdarúgó, az élvonalbeli Al Qadsia középpályása.

## Pályafutása

### Klubcsapatban
A teljes karrierjét az Al Qadsia csapatában töltötte. Tízéves pályafutása során kilenc kuvaiti bajnokságot és hét kuvaiti kupát nyert. Az aktív játéktól 2022 elején vonult vissza.

### A válogatottban
2006-ban debütált a kuvaiti válogatottban, 2011-ben és 2015-ben részt vett az Ázsia-kupán. 2015-ig 62 nemzetközi találkozón játszott, és 2 gólt szerzett.